# نوبهار (تشناران)
نوبهار (بالفارسية: نوبهار) هي قرية تقع في قسم بيزكي الريفي (مقاطعة تشناران) في إيران. يقدر عدد سكانها بـ 1,147 نسمة .